# Doleranus lucida
Doleranus lucida är en insektsart som beskrevs av Baker 1895. Doleranus lucida ingår i släktet Doleranus och familjen dvärgstritar. Inga underarter finns listade i Catalogue of Life.